# Reichsbanner Schwarz-Rot-Gold
Il Reichsbanner Schwarz-Rot-Gold, o in breve Reichsbanner, era un'associazione paramilitare politica formata durante la Repubblica di Weimar per proteggere le istituzioni democratiche.
L'associazione venne fondata il 22 febbraio 1924 a Magdeburgo, come Reichsbanner Schwarz-Rot-Gold, Bund der republikanischen Kriegsteilnehmer dai tre partiti della coalizione di Weimar (SPD, Zentrum, DDP). Il fine dell'associazione era proteggere la Repubblica di Weimar dai suoi nemici radicali. Il saluto sociale del Reichsbanner, allora ed ora, è "Frei Heil!" o "Freiheit! ". All'epoca il movimento pubblicò il settimanale "Illustrierte Reichsbanner-Zeitung", in seguito ribattezzato "Illustrierte Republikanische Zeitung".
Dopo che i nazionalsocialisti salirono al potere, l'associazione fu bandita nel 1933, così come l'alleanza dell'Eiserne Front (Fronte di Ferro), che era stata precedentemente creata nel 1931 su iniziativa dello stesso Reichsbanner - insieme ai sindacati ADGB e Afa-Bund, l'associazione sportiva ATSB e l'SPD.
Il 28 ottobre del 1953 l'associazione fu ricostituita senza raggiungere la diffusione di massa dell'organizzazione precedente, e nel 1968 passò al nome attuale di Reichsbanner Schwarz-Rot-Gold, Bund der aktiven Democraten. Si tratta di una federazione transpartitica, dominata in pratica dai socialdemocratici, che come obbiettivi di statuto si dedica all'educazione politico-storica e al lavoro di conservazione della memoria, nonché al mantenimento delle tradizioni democratiche con l'obiettivo di preservare e rafforzare l'ordine di base libero e democratico della Repubblica federale di Germania.

## Repubblica di Weimar

### Fondazione e obiettivo

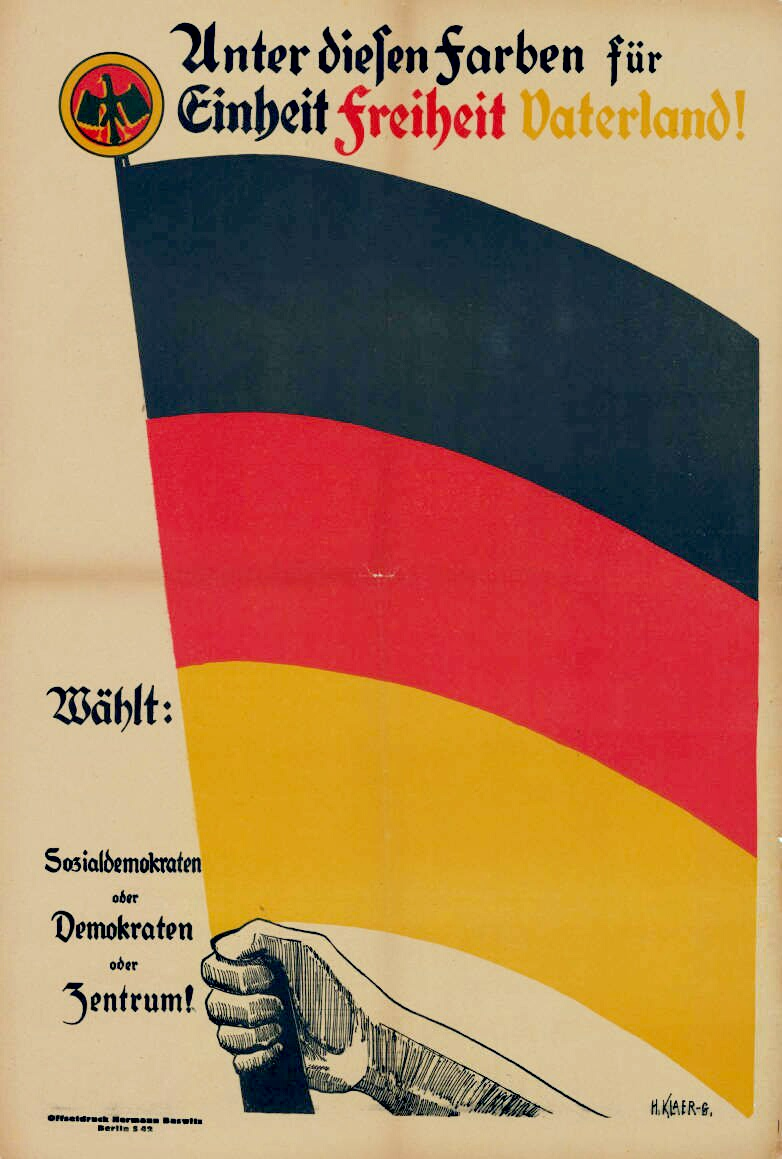
Chiamata alle urne della coalizione di Weimar per le elezioni del Reichstag del 1924

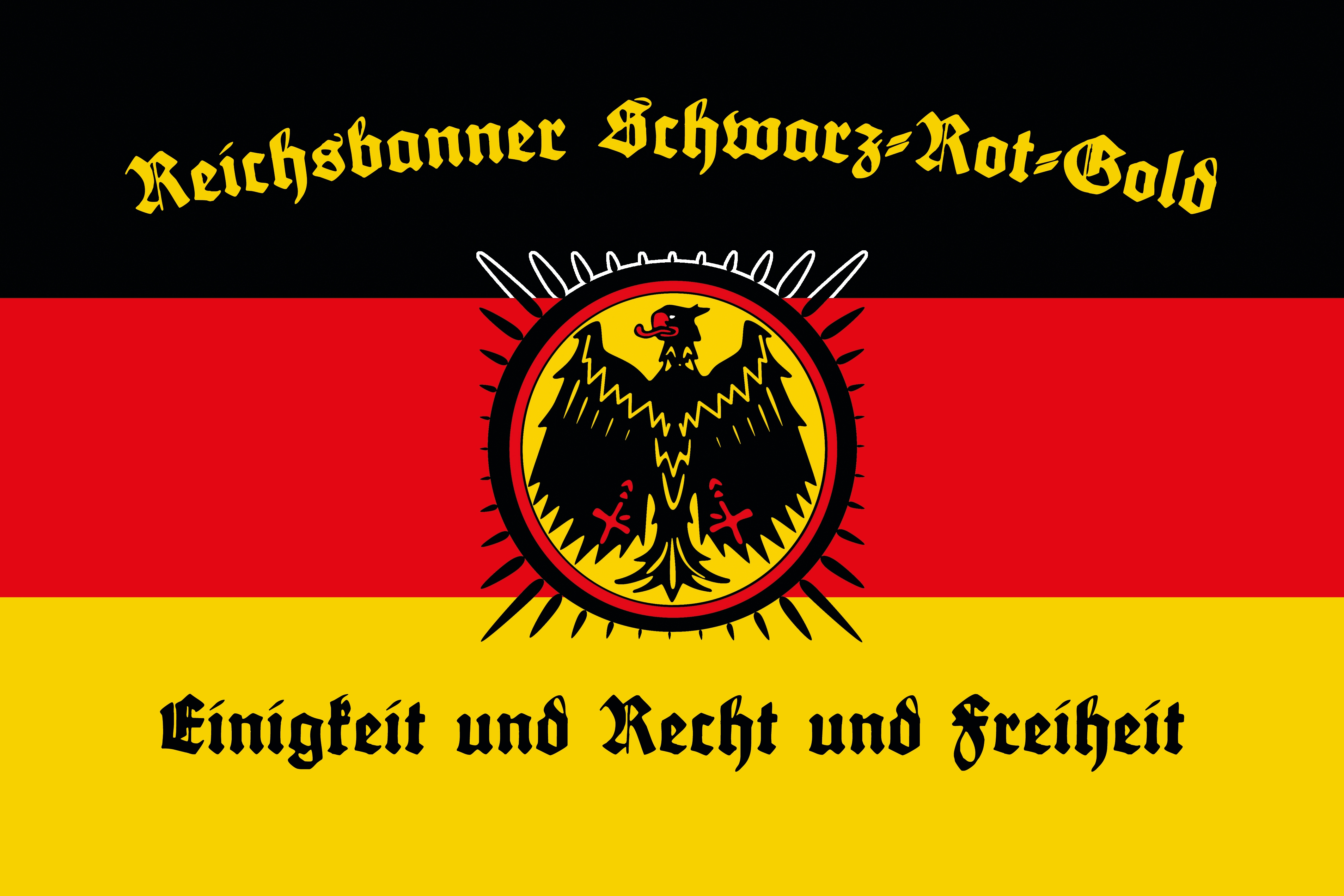
Bandiera dell'associazione

Gruppi di combattenti di destra e nazionalistici come lo "Stahlhelm" o le SA stavano sempre più radicalizzando la lotta politica. Per rispondere a questa minaccia, inizialmente furono fondate alcune organizzazioni locali di "autoprotezione socialdemocratica". Basandosi su questo, in risposta ai tentativi di destra (Putsch di Monaco) e di sinistra (rivolta di Amburgo) di rovesciare le istituzioni il 22 febbraio 1923, nel febbraio 1924 i membri dell'SPD, il Partito di Centro Tedesco, il Partito Democratico Tedesco e i sindacalisti fondarono il Reichsbanner a Magdeburgo. Tuttavia, la percentuale di socialdemocratici in termini di appartenenza era chiaramente superiore. Le stime si aggiravano fino al 90% di partecipazione socialdemocratica.
Il Reichsbanner era un'associazione di veterani, in cui i partecipanti alla guerra della prima guerra mondiale combinavano le loro esperienze di guerra con il loro sostegno alla repubblica. Il Reichsbanner vide il suo compito principale nella difesa della repubblica di Weimar contro i nemici nazionalsocialisti, monarchici e comunisti. Otto Hörsing descrisse il Reichsbanner nel 1931 come "organizzazione di protezione non partigiana della repubblica e della democrazia nella lotta contro la svastica e la stella sovietica". Il Reichsbanner si considerava il custode dell'eredità della tradizione democratica della rivoluzione del 1848 e dei colori imperiali nero, rosso e oro. Nel 1929, l'associazione cambiò il suo nome secondario da "Bund der republikanischen Kriegsteilnehmer" (Federazione dei partecipanti alla guerra repubblicana) a "Bund Deutscher Kriegsteilnehmer und Republikaner" (Federazione dei partecipanti alla guerra e repubblicani tedeschi) per fare maggiormente appello ai non veterani.

### Struttura e organizzazione

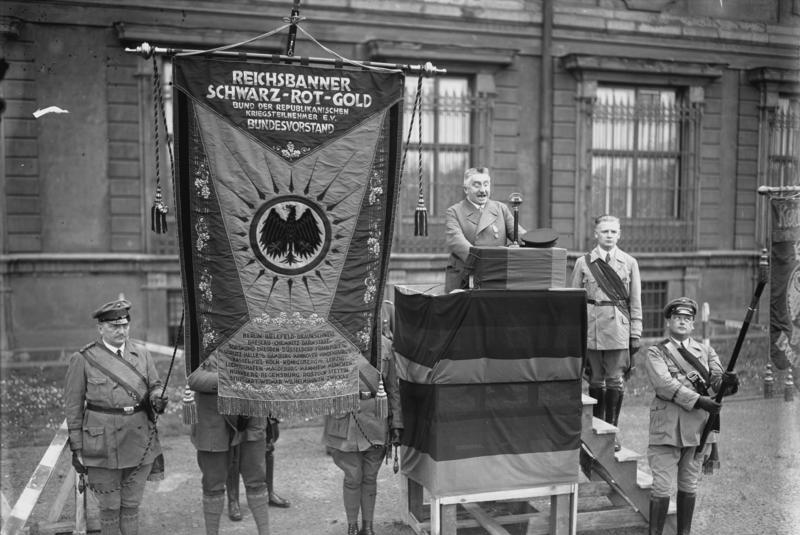
Il presidente federale del Reichsbanner Otto Hörsing parla di fronte al palazzo di Berlino durante la giornata costituzionale, 1929

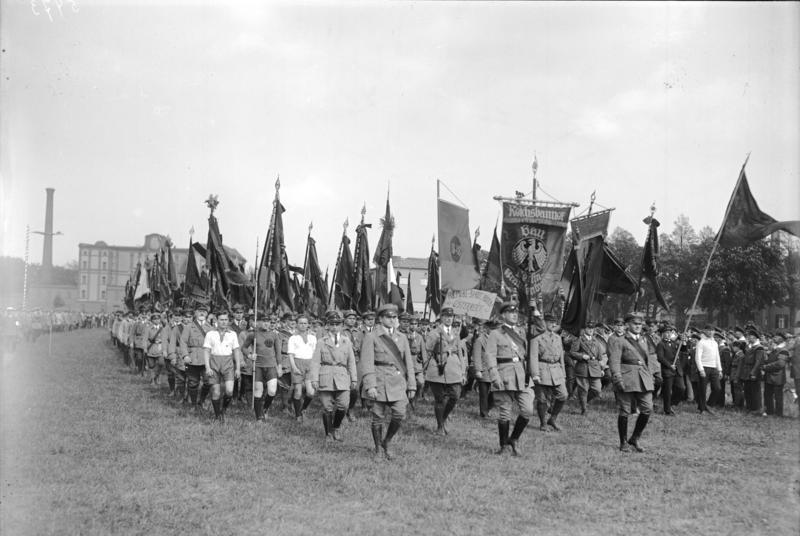
Giornata distrettuale del Reichsbanner a Brandenburg an der Havel nel 1928

Nella Reichsbanner esistevano due livelli organizzativi paralleli: il livello politico come associazione registrata e il livello tecnico come associazione di combattimento.
Il comitato esecutivo federale era a capo dell'organizzazione politica con il 1º e il 2º presidente, tre vicepresidenti, tesoriere, tesoriere, segretario, direttore tecnico, leader federale della gioventù, i rispettivi rappresentanti e 15 commissari. Il primo presidente federale fu, fino al 3 giugno 1932, Otto Hörsing. Il suo vice e successivamente successore fu Karl Höltermann. Al di sotto del livello federale il territorio tedesco era diviso in province, distretti, circoscrizioni e associazioni locali. Il consiglio di amministrazione a tutti i livelli dell'organizzazione doveva essere composto da membri di tutte le componenti repubblicane, conformemente allo statuto.
Allo stesso tempo, l'organizzazione tecnica era strutturata secondo il modello militare. L'unità più piccola era il Gruppe (squadra) con un caposquadra e otto uomini. Da due a cinque Gruppen formavano un Zug (plotone), da due a tre plotoni formavano un Kameradschaft, che corrispondeva a una compagnia dell'esercito, da due a cinque Kameradschaft un Abteilung (equivalente ad un battaglione) e da due a cinque dipartimenti un Bezirk (distretto). Almeno due distretti formavano un Kreis. A livello di Gau (più Kreis) e federale, i livelli tecnico e politico si sovrapponevano. Il presidente federale era anche il leader tecnico federale e i 32 presidenti distrettuali erano anche leader distrettuali. Nell'organizzazione delle regioni, la divisione organizzativa del DOCUP venne generalmente adottata. Il personale di comando a livello tecnico veniva riconosciuto da un distintivo di rango. Il comandante federale indossava per esempio sull'avambraccio sinistro l'aquila federale (nera su un campo rosso, con un bordo circolare dorato) e due strisce nere, rosse e dorate sopra di essa.
Secondo le loro stesse affermazioni, il Reichsbanner aveva oltre tre milioni di membri nel 1932.

### Reichsbannergautage
I Reichsbannergautage (anche: Reichsbanner-Gau-Tage) erano incontri dei membri a livello di Gau e veniva effettuata una marcia con le bandiere nere, rosse e dorate nel quartiere fieristico. Vi furono altri Reichsbannergautage in diverse parti del paese, tra cui dall'11 al 13 aprile 1925 ad Amburgo, il 3 e 4 ottobre 1925 a Dortmund, nel luglio 1926 ad Hannover, nel maggio 1928 a Brandeburgo sulla Havel e nel 1929 a Braunschweig e Meissen.
L'11 agosto, giorno costituzionale della Repubblica di Weimar, le celebrazioni vennero effettuate con bandiere e stendardi neri, rossi e dorati, e l'aquila imperiale era in cima alle aste delle bandiere.

### La lotta per la repubblica 1930-1933

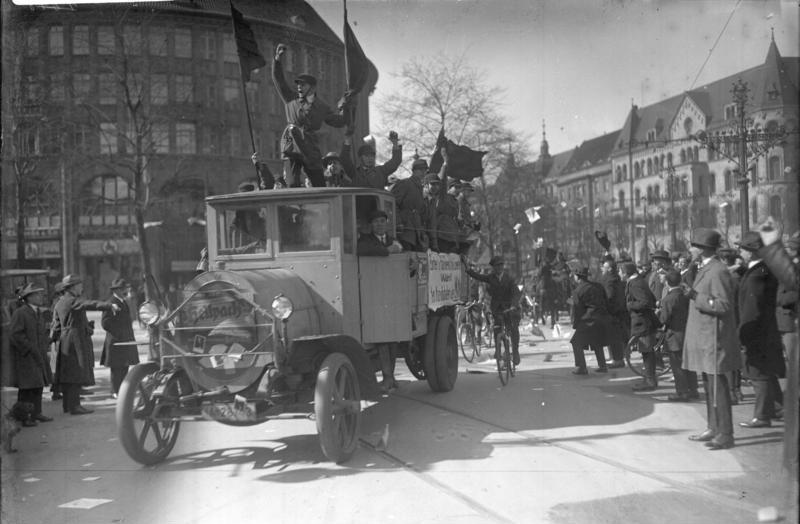
Un'auto di propaganda del Reichsbanner pubblicizza per le strade di Berlino (agosto 1930) “L'inizio delle votazioni per le imminenti elezioni del Reichstag il 14 Settembre! "

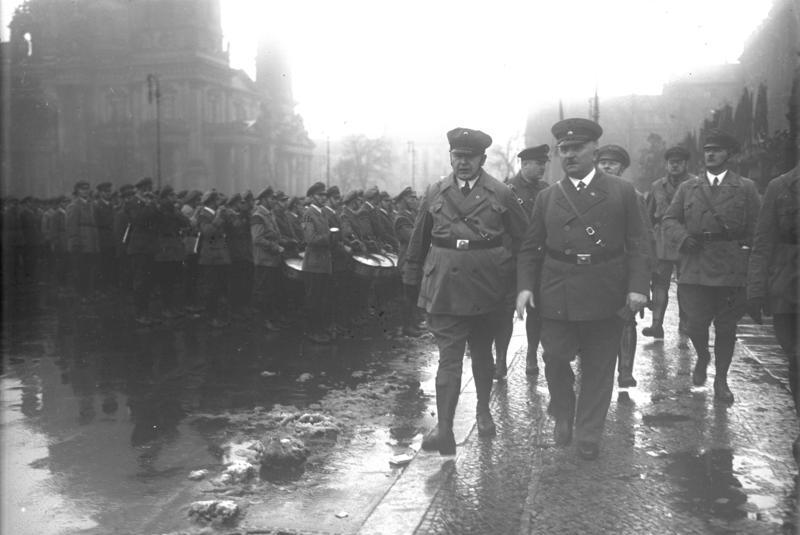
Otto Hörsing passa in rassegna le Schutzformationen del Reichsbanner nel Lustgarten di Berlino (1931)

Dopo che il NSDAP ebbe notevoli successi elettorali nelle elezioni del Reichstag del 1930, il Reichsbanner tentò a settembre di contrastare il crescente terrore per le strade portato dalle unità di SA ristrutturando il livello tecnico. I membri attivi vennero divisi in formazioni principali  (Stammformationen - abbreviato in Stafo) e formazioni di protezione delle unità d'élite (Eliteeinheiten Schutzformationen abbreviato in Schufo). Inoltre, c'erano ancora le unità del Jungbanners, il settore giovanile. Nella primavera del 1931 gli Schufos avevano già 250.000 uomini; nel febbraio del 1933, 47 membri del Reichsbanner caddero nella "lotta per la democrazia". In molte regioni, anche il numero degli scontri contro i comunisti aumentò.
Il 16 dicembre 1931 il Reichsbanner formò l'Eiserne Front (Fronte di ferro) con l'Arbeiter-Turn- und Sportbund (ATSB), la Federazione tedesca dei sindacati (ADGB) e il Partito socialdemocratico tedesco. Dal momento che ciò avveniva senza il precedente contatto con i rimanenti membri del Zentrumspartei, il Partito di Centro, che spesso provenivano dalle unioni cristiane e dalle associazioni dei lavoratori e dei giornalisti cattolici, nonché dal Deutschen Staatspartei (Partito dello Stato Tedesco), il Fronte di ferro divenne un'organizzazione guidata quasi esclusivamente dalla SPD. Le formazioni di centro del Reichsbanners non parteciparono più al Fronte di ferro, ad esempio nell'Emsland. Invece, fondarono il "Volksfront gegen Radikalismus und soziale Reaktion", probabilmente con l'aiuto e il supporto giornalistico del Reichsbanner, con lo scopo principalmente di includere i non membri del campo cattolico per difendere la repubblica. Nel Fronte di ferro, il Reichsbanner assunse il comando militare, che divenne sempre più centrale di fronte a atti di violenza via via crescenti da parte dei membri delle Sturmabteilung (SA) e della Rotfrontkämpferbund (RFB).
L'ultima assemblea generale federale del Reichsbanner si tenne il 17/18 febbraio 1933 a Berlino, ed a marzo il Reichsbanner e l'Eiserne Front furono banditi in tutto il Reich, anche se in momenti diversi. A causa della grande pressione esercitata sui leader e sui membri, le formazioni del Reichsbanner spesso si disgregarono come il Gau Weser-Ems. Da questo momento in poi, i membri del Reichsbanner e dell'Eiserner Front furono sistematicamente perseguitati, deportati nei campi di concentramento e a volte assassinati.

### Resistenza al regime nazista
I gruppi del Reichsbanner, in particolare i membri degli Schufos, che furono costretti all'illegalità, formarono una parte importante della resistenza socialdemocratica contro il regime nazista. Vale la pena menzionare i gruppi che si costituirono attorno a Theodor Haubach e Karl Heinrich a Berlino e a Walter Schmedemann ad Amburgo, nonché al Fronte socialista di Hannover.

### Membri di spicco

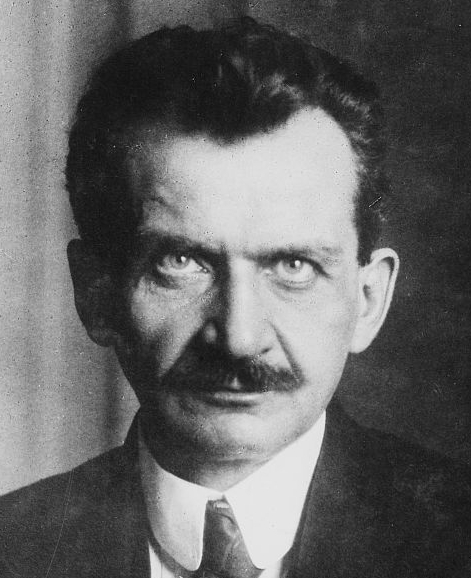
Il membro fondatore Otto Wels, che parlò contro la Ermächtigungsgesetz (legge di autorizzazione) di Hitler nel 1933

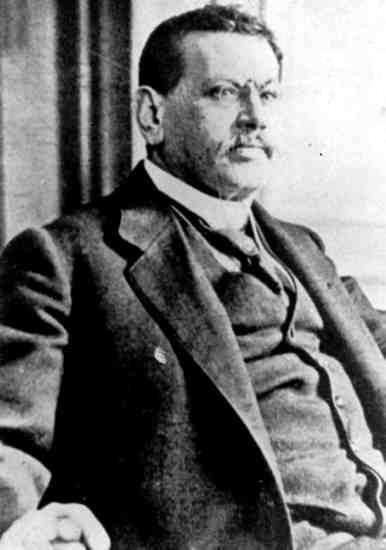
Anche Hugo Preuss, autore principale della costituzione di Weimar, era membro del Reichsbanner

A causa del suo orientamento interpartitico e dell'ampia base nei partiti che sostenevano la repubblica di Weimar, il Reichsbanner aveva membri importanti e influenti. Questi includevano i cinque cancellieri Gustav Bauer, Constantin Fehrenbach, Hermann Müller, Philipp Scheidemann, Joseph Wirth, il presidente del Reichstag Paul Löbe e gli ultimi presidenti federali Gustav Heinemann e Theodor Heuss, oltre a numerosi primi ministri, membri del Reichstag e del Bundestag, nonché personaggi di spicco della storia tedesca e della vita pubblica del Bundestag come il sociologo Ferdinand Tönnies.
Un membro di spicco del nuovo Reichsbanner era per esempio l'ex cancelliere Helmut Schmidt.

#### Socialdemocratici
- Horst W. Baerensprung
- Fritz Bauer
- Gustav Bauer
- August Berger
- Eduard Bernstein
- Carl Eduard Barone von Brandenstein
- Alwin Brandes
- Otto Braun
- Karl Broeger
- Willy Dehnkamp
- Erich Deppermann
- Oskar Drees
- Gustav Ferl
- Wilhelm Franke
- Emil Fuchs
- Paul Gerlach
- Erich Gniffke
- Hans Hackmack
- Konrad Haenisch
- Wilhelm Hahn junior[3]
- Theodor Haubach
- Karl Heinrich
- Wilhelm Hoegner
- Karl Höltermann
- Otto Hörsing
- Heinrich Kloppers
- Waldemar von Knoeringen
- Walter Kolb
- Heinz Kühn
- Julius Leber
- Richard Lipinski
- Paul Löbe
- Ludwig Philipp Lude
- Karl Mayr
- Wilhelm Meissner
- Carlo Mierendorff
- Hermann Müller
- Erich Ollenhauer
- Paul Pohle
- Otto Reckstat
- Philipp Scheidemann
- Anton Schmaus
- Walter Schmedemann
- Albert Schulz
- Kurt Schumacher
- Heinrich Steinfeldt
- Johannes Stelling
- Ferdinand Tönnies
- Hans Venedey
- Otto Wels
- Ernst Wille
- Willi Wittrock
- Georg-August Zinn

#### Membri del Partito Democratico Tedesco
- Wilhelm Abegg
- Thomas Dehler
- Berthold von Deimling
- Ferdinand Friedensburg
- Gustav Heinemann
- Theodor Heuss
- Harry Graf Kessler
- Erich Koch-Weser
- Ernst Lemmer
- Hermann Luppe
- Adolf Neumann-Hofer
- Wilhelm Nowack
- Otto Nuschke
- Hugo Preuss
- Paul von Schoenaich
- Theodor Tantzen

#### Membri del centro
- Friedrich Dessauer
- Constantin Fehrenbach
- Heinrich Hirtsiefer
- Heinrich Krone
- Hubertus, principe di Löwenstein-Wertheim-Freudenberg
- Wilhelm Marx
- Herbert Scholtissek
- Carl Spiecker
- Joseph Wirth

## Il Reichsbanner nella Repubblica Federale Tedesca

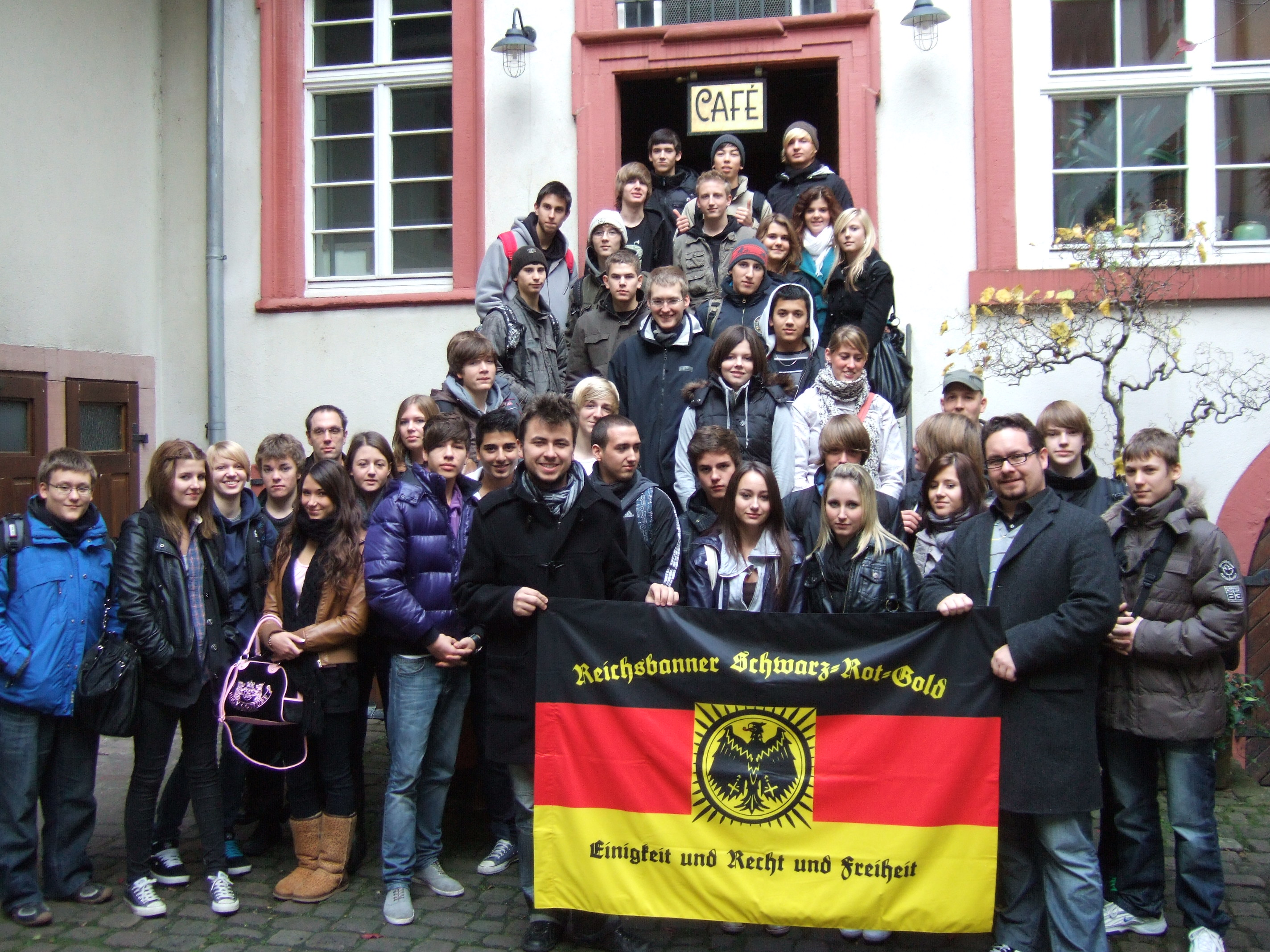
La formazione dei giovani, un gruppo visita il memoriale di Friedrich-Ebert

### Gli inizi
Gli sforzi per fondare una nuova associazione nel 1945 non furono avallati dalle potenze occupanti a causa della caratteristica militare del movimento e non furono supportati dai partiti politici, incluso il SPD, ma portarono a incontri informali negli anni seguenti. Successivamente la prima associazione locale fu fondata a Brema nel 1952. Il Reichsbanner inizialmente non ebbe successo, ma venne riformato il 28 ottobre 1953 (col nome di Berliner Landesverband), sotto la guida di Christian Weiss, un ex segretario prebellico; seguì poi un nuovo impegno tra il 1966 e il 1968, soprattutto per le richieste di risarcimento, anche se solo di lieve entità, facenti capo ad una legge federale tedesca che regolamentava la compensazione. L'impulso a questo venne nel 1965 da un incontro pubblico in occasione del quarantesimo anniversario della morte di Friedrich Ebert. Infine, il Reichsbanner nel giugno 1968 nella roccaforte di Francoforte sul Meno venne ricostituito a livello federale e gli fu dato il nuovo nome di "Bund der Active Democrats". Da allora, l'associazione è stata nuovamente guidata da un presidente federale, invece che avere solo leaders dei comitati locali. Negli anni settanta l'associazione contava circa 400 membri e il presidente federale è Johannes Kahrs, membro del Bundestag.
Lo scopo dell'associazione si estrinseca attraverso l'educazione storico-politica e il lavoro di coltivazione della memoria basato sulla forma di dittatura che ha segnato la storia tedesca del XX secolo, per insegnare ai giovani il valore dei diritti e degli obblighi civili. Il Reichsbanner si impegna a garantire l'ordine di base libero e democratico e richiede ai suoi membri una consapevolezza attiva, critica e democratica nonché la disponibilità a proteggere i diritti di base e umani per tutti.
La mostra dell'associazione “Per una repubblica forte! - Reichsbanner Schwarz-Rot-Gold 1924–1933" venne proposta in quest'ottica in collaborazione con il Gedenkstätte Deutscher Widerstand presso le sedi delle truppe della Bundeswehr, nelle scuole, nei municipi e nei parlamenti statali.
L'organizzazione e l'implementazione di dibattiti con testimoni contemporanei e politici regionali sono anche una parte importante del lavoro educativo del Reichsbanner oggi.
I membri del Reichsbanner sono attualmente organizzati in cinque associazioni regionali (Berlino-Brandeburgo, Amburgo, Assia, Renania settentrionale-Vestfalia e Sassonia) e quattro gruppi regionali (Baden-Württemberg, Hannover, Bassa Sassonia meridionale e Weser-Ems).  L'ufficio federale è a Berlino.
La rivista Reichsbanner viene pubblicata regolarmente e, oltre alle relazioni sul lavoro educativo e sui contributi alla storia del governo federale, spesso include anche interviste con politici di alto livello.

### Eventi di anniversario
Il 7 Nel marzo 2014 l'associazione ha celebrato i 90 anni del Reichsbanner Schwarz-Rot-Gold nella Kaisersaal del municipio di Amburgo. I relatori principali sono stati il Ministro federale dell'economia e il vice cancelliere Sigmar Gabriel. Il capo del Gedenkstätte Deutscher Widerstand (GDW - il centro del memoriale della resistenza tedesca) a Berlino, il professor Dr. Johannes Tuchel ha tenuto un discorso in occasione del 90º anniversario di Difensori della democrazia - 90 anni Reichsbanner Schwarz-Rot-Gold
.
Nel 2014, in occasione del novantennale della fondazione del Reichsbanner Schwarz-Rot-Gold, il 22 febbraio del 1924, anche il presidente federale Joachim Gauck celebrò l'anniversario. Il presidente federale ha presentato il suo saluto con le parole: "[...] Il novantennale della fondazione della vostra associazione è per me un doppio piacere: perché come cittadino Gauck sono stato a lungo associato alla Confederazione dei democratici attivi e perché voglio esprimere i miei ringraziamenti e riconoscimenti a voi come presidente federale."
Il 25 febbraio 2019, l'associazione ha commemorato il suo 95º anniversario durante una cerimonia presso il Gedenkstätte Deutscher Widerstand (GDW). Il relatore principale è stato il vicepresidente del Bundestag Thomas Oppermann. Nel suo discorso, ha avvertito dei pericoli del populismo e del nazionalismo emergenti e ha reso omaggio all'eredità democratica del Reichsbanner.

### Membri onorari
- Kurt Beck
- Holger Börner †
- Hans Eichel
- Franz Müntefering
- Wilhelm Polte

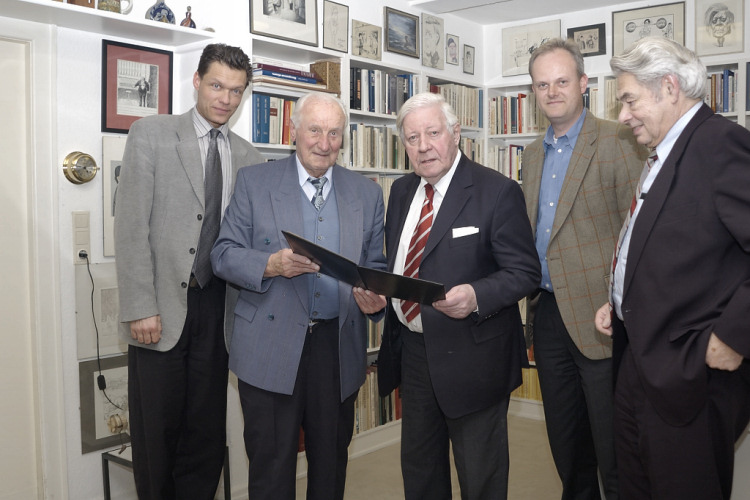
Membro onorario Helmut Schmidt, a destra Hans Saalfeld

- Hans Saalfeld (anche presidente onorario) †
- Helmut Schmidt †
- Wolfgang Schneiderhan
- Gerhard Schröder
- Martin Schulz
- Henning Voscherau †
- Klaus Wowereit

## Presidente federale

### Repubblica di Weimar
- 1924-1931: Otto Hörsing
- 1931-1933: Karl Höltermann (provvisorio fino al 1932)

### Repubblica federale
- 1968-1969: Christian Weiss
- 1969-1970: Robert Becker
- 1970-1972: Christian Weiss
- 1972-1974: Wilhelm Haag
- 1974-1979: Georg Prinz
- 1979-1986: Uberto, principe di Löwenstein-Wertheim-Freudenberg
- 1986-1994: Walter Hesselbach
- 1994-2004: Alfred Körner
- 2004-2010: Hans Bonkas
- dal 2010: Johannes Kahrs

### Presidenti onorari
- Hans Saalfeld
- Hans Bonkas
- Volkmar von Zühlsdorff
- Georg Prince
- Christian Weiss
- Dietrich Westermann